# Női 3000 méteres rövidpályásgyorskorcsolya-váltó a 2002. évi téli olimpiai játékokon
A 2002. évi téli olimpiai játékokon a rövidpályás gyorskorcsolya női 3000 méteres váltó versenyszámának elődöntőit február 16-án, a döntőt február 20-án rendezték. Az aranyérmet a dél-koreai csapat nyerte meg, a döntőben világrekordot értek el. Magyar csapat nem vett részt a versenyen.

## Rekordok
A versenyt megelőzően a következő rekordok voltak érvényben:
| Világrekord     | Kína (CHN)      | 4:13,541 | Calgary, Kanada | 2001. október 19. |
| Olimpiai rekord | Dél-Korea (KOR) | 4:16,260 | Nagano, Japán   | 1998. február 17. |

A versenyen új világ- és olimpiai rekord született:
| Kína (CHN)      | 4:15,931 | Salt Lake City, Amerikai Egyesült Államok | 2002. február 16. | Olimpiai rekord           |
| Dél-Korea (KOR) | 4:14,977 | Salt Lake City, Amerikai Egyesült Államok | 2002. február 16. | Olimpiai rekord           |
| Dél-Korea (KOR) | 4:12,793 | Salt Lake City, Amerikai Egyesült Államok | 2002. február 20. | Világ- és olimpiai rekord |

## Eredmények
A két futamból az első két helyezett jutott az A-döntőbe, a harmadik és negyedikek a B-döntőbe kerültek. Az időeredmények másodpercben értendők. A rövidítések jelentése a következő:
| - QA: az A-döntőbe jutott - QB: a B-döntőbe jutott | - WR: világrekord - OR: olimpiai rekord |

### Elődöntők
| Helyezés | Csapat                                                                                           | Idő      | Mj       |          |
| 1. futam | 1. futam                                                                                         | 1. futam | 1. futam | 1. futam |
| -------- | ------------------------------------------------------------------------------------------------ | -------- | -------- | -------- |
| 1.       | Kína (CHN) · Yang Yang (A) · Yang Yang (S) · Sun Dandan · Wang Chunlu                            | 4:15,931 | QA, OR   |          |
| 2.       | Japán (JPN) · Tanaka Csikage · Kamino Juka · Tesigavara Ikue · Jamada Nobuko                     | 4:17,968 | QA       |          |
| 3.       | Olaszország (ITA) · Katia Zini · Mara Zini · Evelina Rodigari · Marinella Canclini               | 4:18,131 | QB       |          |
| 4.       | Németország (GER) · Yvonne Kunze · Christin Priebst · Ulrike Lehmann · Aika Klein                | 4:22,917 | QB       |          |
| 2. futam |                                                                                                  |          |          |          |
| 1.       | Dél-Korea (KOR) · Cshö Ungjong · Cshö Mingjong · Csu Mindzsin · Pak Hjevon                       | 4:14,977 | QA, OR   |          |
| 2.       | Kanada (CAN) · Isabelle Charest · Alanna Kraus · Tania Vicent · Marie-Ève Drolet                 | 4:16,920 | QA       |          |
| 3.       | Bulgária (BUL) · Evgenija Radanova · Marina Georgieva-Nikolova · Anna Kraszteva · Daniela Vlaeva | 4:25,877 | QB       |          |
| 4.       | Egyesült Államok (USA) · Julie Goskowicz · Caroline Hallisey · Amy Peterson · Erin Porter        | 4:36,002 | QB       |          |

### B-döntő
| Helyezés | Csapat                                                                                           | Idő      | Mj |
| -------- | ------------------------------------------------------------------------------------------------ | -------- | -- |
| 1.       | Olaszország (ITA) · Marta Capurso · Mara Zini · Evelina Rodigari · Marinella Canclini            | 4:20,014 |    |
| 2.       | Bulgária (BUL) · Evgenija Radanova · Marina Georgieva-Nikolova · Anna Kraszteva · Daniela Vlaeva | 4:20,703 |    |
| 3.       | Egyesült Államok (USA) · Julie Goskowicz · Caroline Hallisey · Amy Peterson · Erin Porter        | 4:20,730 |    |
| 4.       | Németország (GER) · Yvonne Kunze · Christin Priebst · Ulrike Lehmann · Aika Klein                | 4:22,222 |    |

### A-döntő
| Helyezés | Csapat                                                                                  | Idő      | Mj |
| -------- | --------------------------------------------------------------------------------------- | -------- | -- |
| Arany    | Dél-Korea (KOR) · Cshö Ungjong · Cshö Mingjong · Csu Mindzsin · Pak Hjevon              | 4:12,793 | WR |
| Ezüst    | Kína (CHN) · Sun Dandan · Wang Chunlu · Yang Yang (A) · Yang Yang (S)                   | 4:13,326 |    |
| Bronz    | Kanada (CAN) · Alanna Kraus · Marie-Ève Drolet · Amélie Goulet-Nadon · Isabelle Charest | 4:15,738 |    |
| 4.       | Japán (JPN) · Tanaka Csikage · Kamino Juka · Tesigavara Ikue · Takata Acuko             | 4:21,107 |    |